# Кларенс Сеньйоре
Кларенс Генрі Огастес Сеньйоре (25 лютого 1919 — 5 травня 2002) — політичний діяч Домініки, президент країни у 1983—1993 роках.

## Життєпис
Закінчив коледж у Сент-Люсії, 1960 року завершив міжнародний курс із комунального господарства в Оксфордському університеті.
З 1936 року перебував на державній службі. Працював у галузі комунального господарства, в апараті колоніальної адміністрації, охорони здоров'я та соціально забезпечення. З 1956 до 1958 року обіймав посаду помічника державного секретаря міністерства соціального забезпечення, у 1960–1966 роках — пост державного секретаря міністерства торгівлі та промисловості. Наприкінці 1960-их та у 1970-их роках був секретарем кабінету міністрів.
1983 року був обраний на пост глави держави, який займав упродовж наступних 10 років.
1966 королева Єлизавета II нагородила його Орденом Британської імперії, а 1985 посвятила в лицарі. 1992 року він став лицарем мальтійського ордену.